# Heterusia invexaria
Heterusia invexaria är en fjärilsart som beskrevs av Walker 1862. Heterusia invexaria ingår i släktet Heterusia och familjen mätare. Inga underarter finns listade i Catalogue of Life.